# 보 (이탈리아)
보(이탈리아어: Vo' 또는 이탈리아어: Vò)는 이탈리아 베네토주 파도바도에 있는 코무네(기초 자치체)이다.